# Еноксапарин
Еноксапарин (лат. Enoxaparinum, англ. Enoxaparin) — напівсинтетичний препарат з групи прямих антикоагулянтів — інгібіторів фактора Х згортання крові, який застосовується парентерально (підшкірно та внутрішньовенно). Еноксаксапарин розроблений в лабораторії компанії «Авентіс» та розповсюджується нею під торговими марками «Клексан» та «Ловенокс».

## Фармакологічні властивості
Еноксапарин — напівсинтетичний препарат, що по хімічному складу є низькомолекулярним гепарином із середньою молекулярною масою 4500 дальтон, і який отримується шляхом контрольованої деполімеризації бензилового етера нефракціонованого гепарину. Механізм дії препарату полягає у пригніченні фактора Ха згортання крові, опосередкованого антитромбіном. На відміну від нефракціонованого гепарину еноксапарин у меншому ступені зв'язується з тромбіном, та лише незначно впливає на агрегацію тромбоцитів. Еноксапарин не змінює активований частковий тромбопластиновий час (аЧТЧ). Еноксапарин застосовується як для профілактики тромбоемболічних ускладнень, так і для лікування тромбозів та тромбоемболій, як у хірургічній та ортопедичній практиці, так і при гострому коронарному синдромі, у тому числі при проведенні крізьшкірного коронарного втручання. При проведенні клінічних досліджень встановлено, що еноксапарин має рівнозначну ефективність з ксимелагатраном; а також і з ривароксабаном, щоправда, при застосуванні ривароксабану спостерігається менша кількість побічних ефектів, про що вказується у результатах клінічного дослідження EINSTEIN-DVT.

### Фармакокінетика
Після підшкірного введення еноксапарин швидко всмоктується та розподіляється в організмі. Біодоступність препарату становить як при підшкірному, так і при внутрішньовенному застосуванні 100 %. Максимальна концентрація в крові еноксапарину досягається протягом 3—5 годин після підшкірного введення. Препарат погано зв'язується з білками плазми крові. Даних за проникнення еноксапарину через плацентарний бар'єр та виділення в грудне молоко немає. Еноксапарин частково метаболізується у печінці. Виводиться препарат із організму із сечею. Період напіввиведення препарату після першого введення становить 4 години, при нирковій недостатності та в осіб похилого віку цей час становить 5—7 годин, при тривалому введенні період напіввиведення збільшується до 7 годин. Дія препарату триває протягом 24 годин.

## Показання до застосування
Еноксапарин показаний для лікування гострого тромбозу глибоких вен, лікування гострої тромбоемболії легеневої артерії, профілактики венозних тромбоемболічних ускладнень у перед- та післяопераційному періодах, при гострому коронарному синдромі (як при нестабільній стенокардії, так і при інфаркті міокарду з підйомом сегменту ST, так і без підйому сегменту ST), для профілактики венозного тромбозу в системі екстракорпорального гемодіалізу.

## Побічна дія
При застосуванні еноксапарину рідко, переважно у високих дозах, спостерігаються наступні побічні ефекти:
- Алергічні реакції та з боку шкірних покривів — некрози шкіри, кропив'янка, анафілактичний шок, свербіж шкіри, геморрагії на шкірі та слизових оболонках.
- З боку системи крові та серцево-судинної системи — кровотечі та крововиливи у шкіру, м'язи та паренхіматозні органи.
- Зміни в лабораторних аналізах — тромбоцитопенія, збільшення активності амінотрансфераз.

## Протипокази
Еноксапарин протипоказаний при підвищеній чутливості до препарату; високому ризику кровотечі (у тому числі виразковій хворобі в стадії загострення, кровотечі з рани та недавно перенесеному геморагічному інсульті). З великою обережністю препарат застосовують при ішемічних інсультах, схильності до гіпокоагуляції та тромбоцитопенії, люмбальній пункції, повторних операціях на центральній нервовій системі та очах, діабетичній ретинопатії, неконтрольованій артеріальній гіпертензії. Не рекомендовано застосування препарату при вагітності та годуванні грудьми, а також у дитячому віці.

## Форми випуску
Еноксапарин випускається у вигляді ампул по 0,2 мл (2000 ОД); 0,3 мл (3000 ОД); 0,4 мл (4000 ОД); 0,5 мл (5000 ОД); 0,6 мл (6000 ОД); 0,7 мл (7000 ОД); 0,8 мл (8000 ОД) та 1,0 мл (10000 ОД).

## Синоніми
Lovenox, Clexane, Xaparin, …

### Дженерики
Arovi, Axberi, Exarane, Enoxapo, Inclunox, Inhixa, Noromby, Redesca, Thorinane